# Francisco Machado Fagundes
 Francisco Machado Fagundes  foi um militar português, Capitão. Foi filho de Manuel Fernandes Jorge, Capitão do Exército Português (Vila Nova da Praia, Açores - NN), e de Beatriz Lopes Machado Fagundes, filha de Tristão Machado Fagundes. Casou Isabel d'Utra Pereira, uma filha de André Rodrigues do Evangelho, Juiz e de Catarina Andes Pereira.
Francisco Machado Fagundes e Isabel d'Utra Pereira tiveram um filho, Francisco Jorge Machado Fagundes (aft. 1670 - NN) que casou com Isabel do Rosário de Bettencourt (bef.1710 - NN) filha do Capitão Antònio Cardoso Monteiro (c.1680 - NN) e de Lucia d'Ávila Bettencourt.